# روبرت جورج ماكفيرسن
روبرت جورج ماكفيرسن هو سياسي كندي، ولد في 28 يناير 1866، وتوفي في 27 نوفمبر 1926. حزبياً، نشط في الحزب الليبرالي الكندي. وقد انتخب عضو مجلس العموم الكندي.